# Far Les Éclaireurs
El far "Les Éclaireurs" (els exploradors, en català) és un far situat a l'illot nord-est del conjunt d'illots Les Éclaireurs, al Canal Beagle, davant les costes de la badia d'Ushuaia, a la Tierra del Fuego (Argentina). El topònim fou donat pel capità de fragata Luis Fernando Martial entre 1882-1883, quan aquest comandava l'expedició francesa La Romanche.
El far és una torre de maó, lleugerament troncocònica, d'11 metres d'alçada i 3 de diàmetre, pintada amb dues franges roges i una de blanca. La llum del far està a 22'5 metres sobre el nivell del mar i emet llum de color blanc i vermell a intervals de 5 segons. Es pot albirar des de 7'2 milles nàutiques i s'alimenta de panells solars. Començà a funcionar el 23 de desembre de 1920 i avui dia encara està operatiu de manera automàtica, controlat remotament i tancat al públic. Malgrat que popularment es coneix com "El far de la fi del món", el far de la novel·la homònima de Jules Verne s'inspira en el Far de San Juan de Salvamento, situat a l'Illa dels Estats.